# Liste von Persönlichkeiten der Stadt Dinslaken
Diese Liste von Persönlichkeiten der Stadt Dinslaken umfasst die Bürgermeister, Ehrenbürger, Söhne und Töchter der Stadt sowie weitere Persönlichkeiten mit Bezug zur Stadt.

## Bürgermeister
Seit dem 15. Jahrhundert sind die Namen von Dinslakener Bürgermeister bekannt, jeweils getrennt für die Altstadt und die Neustadt. Seit dem 19. Jahrhundert gibt es einen gemeinsamen Bürgermeister.

### Bis 19. Jahrhundert
- 1799 bis 1806/07 Johann Peter Romberg
- 1806/07 bis 1810 Friedrich Wilhelm Cotta
- 1811 bis 1823 Peter Heinrich Noot
- 1823 bis 1825 Jean Leo de Brauin
- 1825 bis 1848 Carl Hermann te Peerdt
- 1848 bis 1851 Melchior Julius von Buggenhagen
- 1851 bis 1862 Otto Wilhelm Kurgaß
- 1863 bis 1866 Melchior Julius von Buggenhagen
- 1866 bis 1871 August Bilcken
- 1872 bis 1892 Tilman Berns
- 1892 bis 1895 Karl Bernsau
- 1895 bis 1898 Paul Berg
- 1899 bis 1911 Ernst Otto Leue

### 20. Jahrhundert
- 1911 bis 1923 Max Saelmans
- 1924 bis 1934 Eduard Hoffmann
- 1935 bis 1944 Kurt Jahnke (NSDAP)
- 1944 bis 1945 Fritz Lüttgens (NSDAP)
- 1945 bis 1946 Josef Zorn (Zentrum)
- 1946 bis 1973 Wilhelm Lantermann (SPD)
- 1973 bis 1993 Karl Heinz Klingen (SPD)
- 1994 bis 1995 Kurt Altena (SPD)
- 1995 bis 1999 Wilfrid Fellmeth (SPD)
- 1999 bis 2009 Sabine Weiss (CDU)

### 21. Jahrhundert
- 2009 bis 2020 Michael Heidinger (SPD)
- seit November 2020 Michaela Eislöffel (parteilos)

## Ehrenbürger

### Ernennung im 20. Jahrhundert
- August Thyssen (1842–1926), deutscher Industrieller, ernannt 1917
- Paul von Hindenburg (1847–1934), deutscher Generalfeldmarschall und Reichspräsident, ernannt 1917[2]

## In Dinslaken geborene Persönlichkeiten

### Bis 1950
- Heinrich Douvermann (≈ 1480–1543/44), der niederrheinische Bildschnitzer schuf unter anderem den Marienaltar der Stiftskirche in Kleve, den Siebenschmerzenaltar der Pfarrkirche St. Nicolai in Kalkar und den Marienaltar des Xantener Doms
- Johann Christian Jakob Schneider (1767–1837), Mediziner in Krefeld
- Karl Heinrich Oeckinghaus (1813–1858), Porträtmaler
- Friedrich Wilhelm von Winterfeldt (1830–1893), deutscher Landschaftsmaler
- Friedrich Althoff (1839–1908), preußischer Kulturpolitiker
- Dietrich Barfurth (1849–1927), Mediziner und Anatom, Rektor der Universität Rostock
- Hermann Breymann (1898–1958), Kommunalpolitiker, Voerder Bürgermeister und Landrat des Kreises Dinslaken
- Wilhelm Lantermann (1899–1973), Politiker (SPD), Dinslakener Bürgermeister
- Heinrich Bernds (1901–1945, verschollen), reformierter Theologe und Wirtschaftswissenschaftler
- Bernhard Roßhoff (1908–1986), Amts- und Gemeindedirektor in Sonsbeck, Mitglied des Landtages von Nordrhein-Westfalen
- Mathilde Muthig (1909–1996), NS-Ärztin am Kalmenhof
- August Dickmann (1910–1939), erster Kriegsdienstverweigerer, der unter der nationalsozialistischen Diktatur in Deutschland im Zweiten Weltkrieg hingerichtet wurde
- Antonín Sochor (1914–1950), Major der Tschechoslowakischen Armee, Held der Sowjetunion
- Ulrich Schaefer (1922–1990), Anthropologe
- Maria Sander-Domagala (1924–1999), Leichtathletin und Olympiamedaillengewinnerin
- Karl-Heinz Schoeps (* 1935), Germanist
- Otto Wesendonck (* 1939), Bildhauer
- Christel Neudeck (* 1942), Mitgründerin Cap Anamur
- Alfred Grimm (* 1943), Objektkünstler, Maler und Zeichner
- Heiner Wiberny (* 1944), Jazzmusiker
- Pidder Auberger (1946–2012), bildender Künstler und Fotograf
- Udo Heinrich (* 1947), Maler
- Bernd Wegener (* 1947), Unternehmer und Pharmalobbyist
- Klaus Kracht (* 1948), Professor für Sprache und Kultur Japans an der Humboldt-Universität zu Berlin
- Dieter Glandt (1949–2019), Biologe, Herpetologe und Fachbuchautor
- Dagmar Goch (* 1949), Politikerin (SPD), Bürgermeisterin von Hattingen
- Manfred Schmidt (* 1950), Chemiker und Hochschullehrer

### 1951 bis 1970
- Werner Bies (* 1952), Anglist, Literaturwissenschaftler und Bibliothekar
- Herbert Dittgen (1956–2007), Professor für Politikwissenschaft an der Johannes-Gutenberg-Universität in Mainz
- Werner Lantermann (* 1956), Ornithologe
- Frank Saborowski (* 1958), Fußballspieler (u. a. MSV Duisburg, Bayer 04 Leverkusen, VfL Bochum)
- Peter Loontiens (* 1958), Fußballspieler, DFB-Pokalsieger 1985 mit Bayer Uerdingen
- Kirsten Eickhoff-Weber (* 1960), Politikerin (SPD), Abgeordnete im Landtag von Schleswig-Holstein
- Thorsten Goldberg (* 1960), Künstler und Hochschullehrer
- Thomas Hoeren (* 1961), Professor für Medienrecht und Bürgerliches Recht an der Westfälischen Wilhelms-Universität Münster
- Jens Kraus-Massé (* 1961), Diplomat
- Jörn Vanhöfen (* 1961), Fotograf
- Armin Willingmann (* 1963), Professor für Zivil- und Wirtschaftsrecht und seit 2003 Rektor der Hochschule Harz
- Wolfgang de Beer (1964–2024), Fußballtorhüter beim MSV Duisburg und Borussia Dortmund, danach Torwarttrainer von Borussia Dortmund
- Andreas Püttmann (* 1964), Politikwissenschaftler, Journalist und Publizist
- Sarah Schmidt (* 1965), Schriftstellerin
- Wolfgang Strengmann-Kuhn (* 1964), Wirtschaftswissenschaftler und Politiker (Bündnis 90/Die Grünen)
- Thomas Wittke (* 1964), Comiczeichner und Illustrator, Herausgeber der Comicanthologie Panik Elektro
- Renate Lieckfeldt (1965–2013), Pharmazeutin
- Ibrahim Yetim (* 1965), Politiker (SPD), Landtagsabgeordneter
- Adnan G. Köse (* 1966), Regisseur und Drehbuchautor
- Gabriele Cirener (* 1966), Richterin
- Katrin Himmler (* 1967), Autorin
- Ralf Kelleners (* 1968), Autorennfahrer
- Julia K. Stein, verheiratete Samwer (1969–2024),  Schriftstellerin
- Markus Kamieth (* 1970), Chemiker und Manager

### Ab 1971
- Thorsten Ippendorf (* 1971), Filmproduzent und Schauspieler
- Stephan Küsters (* 1971), Fußballspieler
- Marco Wiersch (* 1971), Drehbuch-, Theater- und Comicautor, Regisseur
- Daniela Antonin (* 1972), Kunsthistorikerin und Kuratorin
- Michael Wendler (* 1972), Komponist und Schlagersänger
- Thorsten Passfeld (* 1975), Maler, Bildhauer, Bühnenbildner, Trickfilmer, Autor und Musiker
- Stefanie Lohaus (* 1978), Journalistin und Kulturwissenschaftlerin
- Jan Schneider (* 1978), Jazzmusiker
- Raffaela Wolf (* 1978), Eishockeyspielerin
- Jessica Kessler (* 1980), Eiskunstläuferin und Schauspielerin
- Lena Amende (* 1982), Schauspielerin
- Benjamin Musga (* 1982), Eishockeyspieler
- Serkan Çalık (* 1986), Fußballspieler
- Paula Kalenberg (* 1986), Schauspielerin
- Alexander Mayer (* 1987), Koch
- Timm Golley (* 1991), Fußballspieler
- Max Stahr (* 1991), Radrennfahrer
- Maika Küster (* 1993), Jazz- und Improvisationsmusikerin
- Dennis Jan Szczesny (* 1993), Handballspieler
- Linda Dallmann (* 1994), Fußballspielerin
- Tony Bauer (* 1995), Comedian
- Philipp Köhn (* 1998), Fußballtorwart
- Benjamin Hadžić (* 1999), Fußballspieler
- Ben Hüning (* 2004), Fußballspieler

## Bekannte Einwohner und mit Dinslaken verbundene Persönlichkeiten
- Heinrich Grütering (1834–1901), Kreisrichter in Dinslaken, Reichstags-Mitglied
- Jeanette Wolff (1888–1976), Politikerin und stellv. Vorsitzende des Zentralrats der Juden in Deutschland
- Willi Dittgen (1912–1997), Kulturamtsleiter, Volkshochschulleiter und Heimatforscher
- Euthymia Üffing (Sr. Euthymia) (1914–1955), Ordensschwester, 2001 seliggesprochen
- Kathrin Josephine Türks (1921–1983), erste Intendantin eines Schauspielhauses in Deutschland
- Walter Hellmich (* 1944), Fußball-Funktionär und Bauunternehmer
- Ulrich Deppendorf (* 1950), Journalist und Moderator
- Udo Di Fabio (* 1954), Richter des Bundesverfassungsgerichts
- Andreas Deja (* 1957), Zeichner und Animator für Walt Disney Pictures
- Norbert Elgert (* 1957), ehemaliger Fußballspieler- und heutiger Trainer der Jugendabteilung beim FC Schalke 04
- Sabine Katharina Weiss (* 1958), Bürgermeisterin a. D., Bundestagsabgeordnete und parl. Staatssekretärin a. D.
- Lukas Heinser (* 1983), Blogger und Journalist, aufgewachsen in Dinslaken
- Sascha H. Wagner (* 1980), Landessprecher der Partei Die Linke. Nordrhein-Westfalen

### Fiktive Persönlichkeiten
- Uschi Blum, eine Kunstfigur des Komikers Hape Kerkeling, welche in Dinslaken aufgewachsen sein soll
- Freifrau von Kö, eine Kunstfigur des Travestiekünstlers und Stadtführers Andreas Patermann, welche ebenfalls aus Dinslaken stammen soll